# Southwell
Pour les articles homonymes, voir Southwell (homonymie).
Southwell est une ville du Nottinghamshire, en Angleterre, plus connu comme le site de la cathédrale, siège du diocèse de l'église d'Angleterre qui couvre le Nottinghamshire. Sa population est d'environ 6 900 habitants.

## Géographie
La ville est située sur la Greet River, à environ 14 miles (22 km) au nord de Nottingham. En plus de l'église cathédrale et paroissiale de Sainte-Marie de Southwell, il y a un certain nombre d'autres édifices historiques dans la ville, notamment les maisons de la rue de l'église et à Westgate.
Les restes d'une villa romaine ont été excavés en 1959.
La ville est jumelée avec Sées, en France.

## Personnalités
- John Spray (c. 1768 – 1827), ténor anglais.

- (en) Cet article est partiellement ou en totalité issu de l’article de Wikipédia en anglais intitulé « Southwell, Nottinghamshire » (voir la liste des auteurs).